# Paraliparis leucoglossus
Paraliparis leucoglossus är en fiskart som beskrevs av Andriashev, 1986. Paraliparis leucoglossus ingår i släktet Paraliparis och familjen Liparidae. Inga underarter finns listade i Catalogue of Life.